# Nagashima Spa Land
Nagashima Spa Land est un parc d'attractions situé à Kuwana dans la préfecture de Mie, au Japon.
Le parc est principalement connu pour ses montagnes russes détentrice de records ; Steel Dragon 2000, Wild Mouse. Le parc contient également un parc aquatique.

## Le parc d'attractions

### Montagnes russes
| Nom                                | Type                                   | Constructeur                | Année |
| ---------------------------------- | -------------------------------------- | --------------------------- | ----- |
| Acrobat                            | Montagnes russes volantes              | Bolliger & Mabillard        | 2015  |
| Arashi                             | Montagnes russes quadridimensionnelles | S&S - Sansei Technologies   | 2017  |
| Children Coaster                   | Montagnes russes en métal              | Zierer                      | 1983  |
| Corkscrew                          | Montagnes russes assises               | Arrow Dynamics              | 1979  |
| Hakugei Anciennement White Cyclone | Montagnes russes hybrides              | Rocky Mountain Construction | 2019  |
| Jet Coaster                        | Montagnes russes en métal              | Togo                        | 1964  |
| Looping Star                       | Montagnes russes en métal              | Anton Schwarzkopf           | 1982  |
| Peter Rabbit Coaster               | Montagnes russes E-Powered             | Hoei Sangyo                 | 2012  |
| Shuttle Loop                       | Montagnes russes navette               | Anton Schwarzkopf           | 1980  |
| Steel Dragon 2000                  | Montagnes russes en métal              | D. H. Morgan Manufacturing  | 2000  |
| Ultra Twister                      | Montagnes russes pipeline              | Togo                        | 1984  |
| Wild Mouse                         | Wild Mouse                             | Mack Rides                  | 1996  |

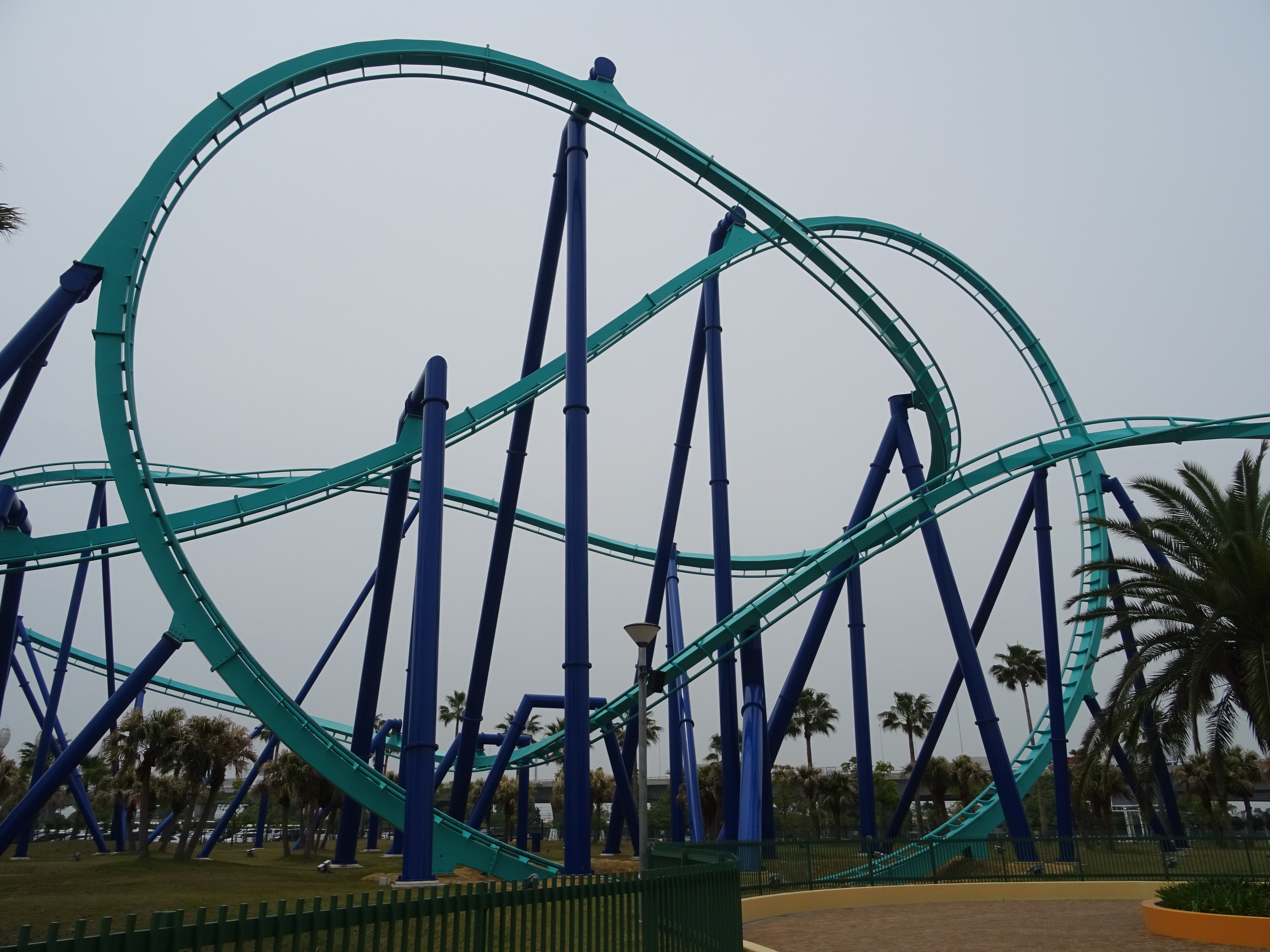
Acrobat
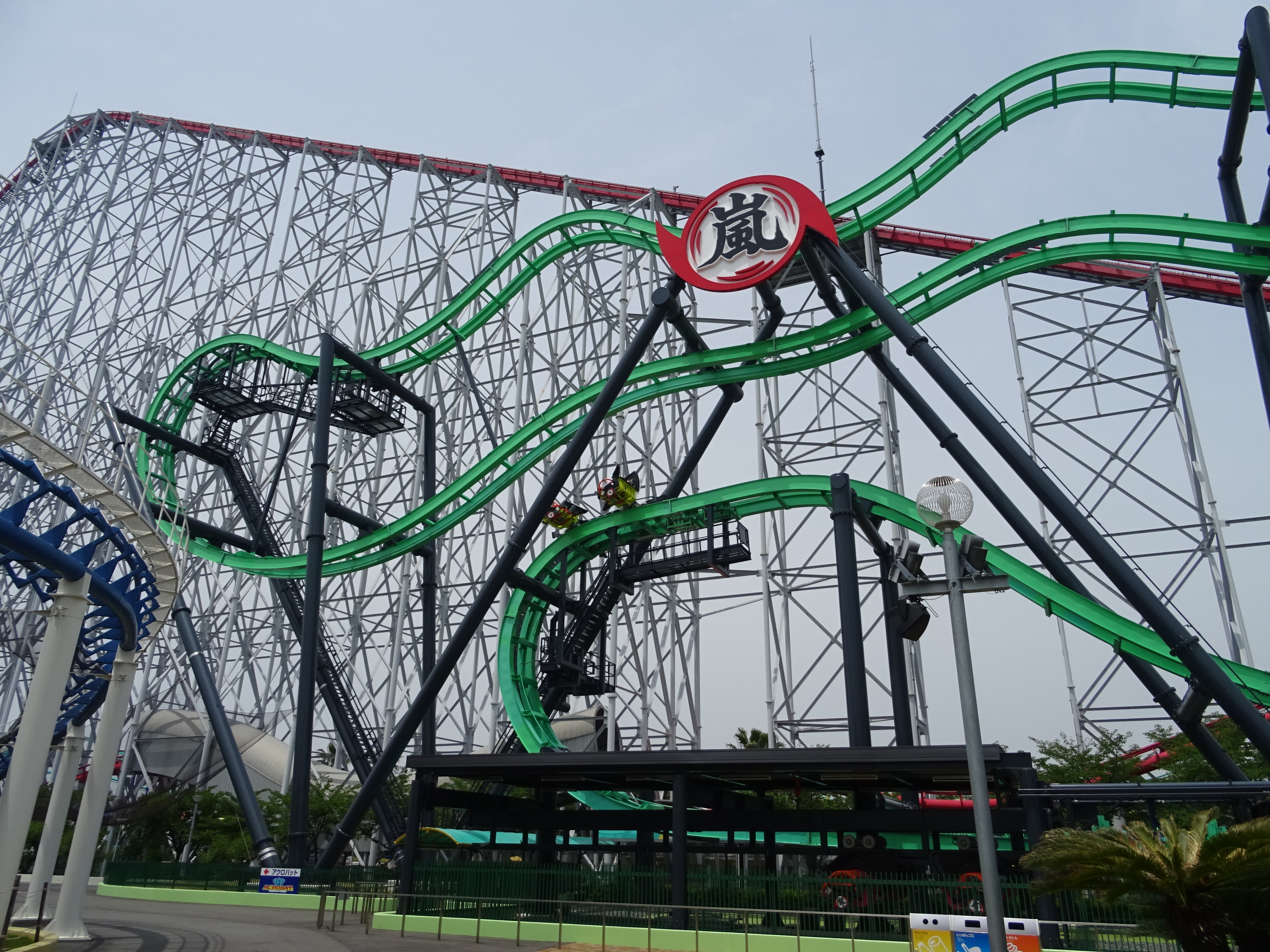
Arashi
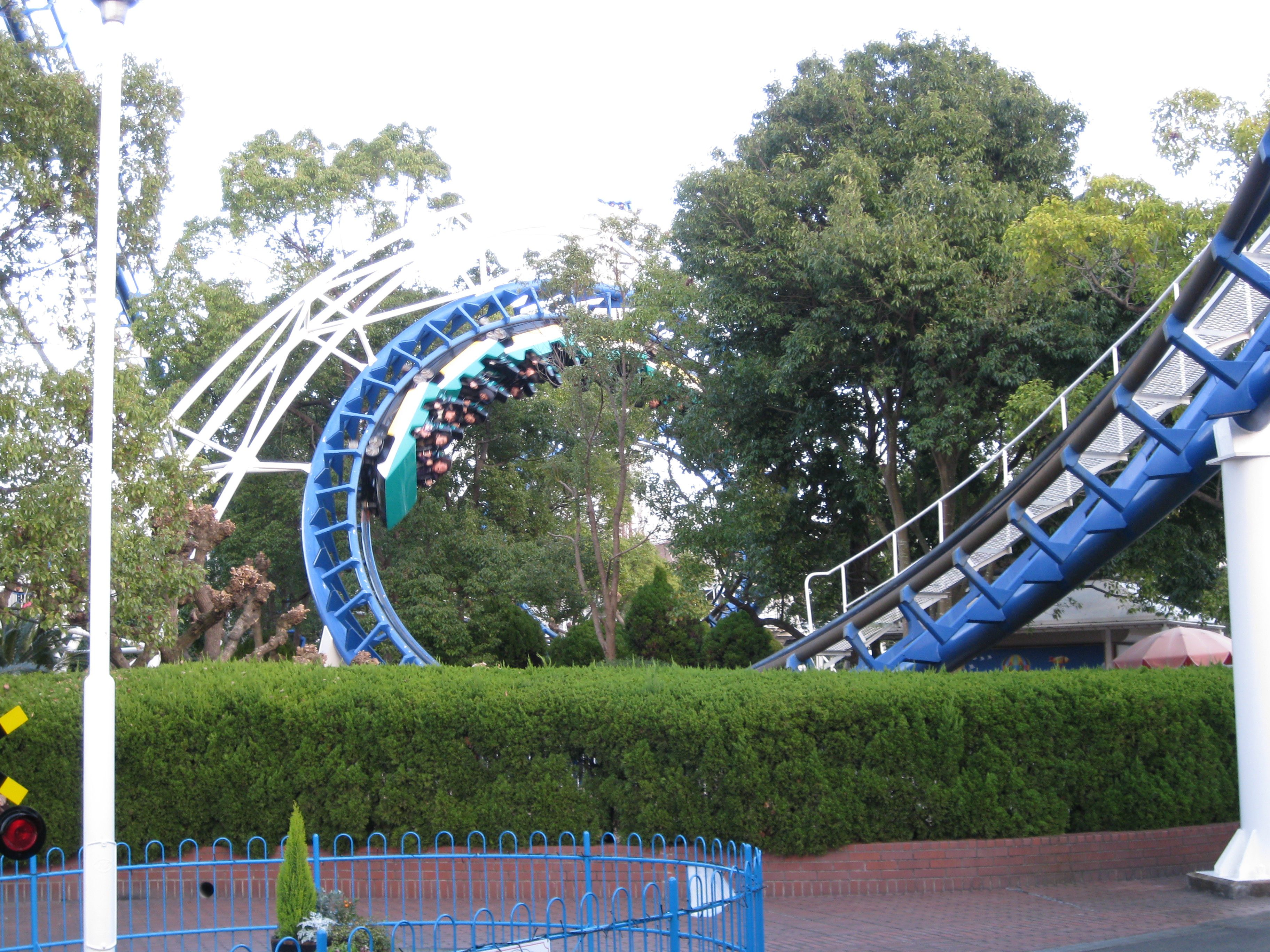
Corkscrew
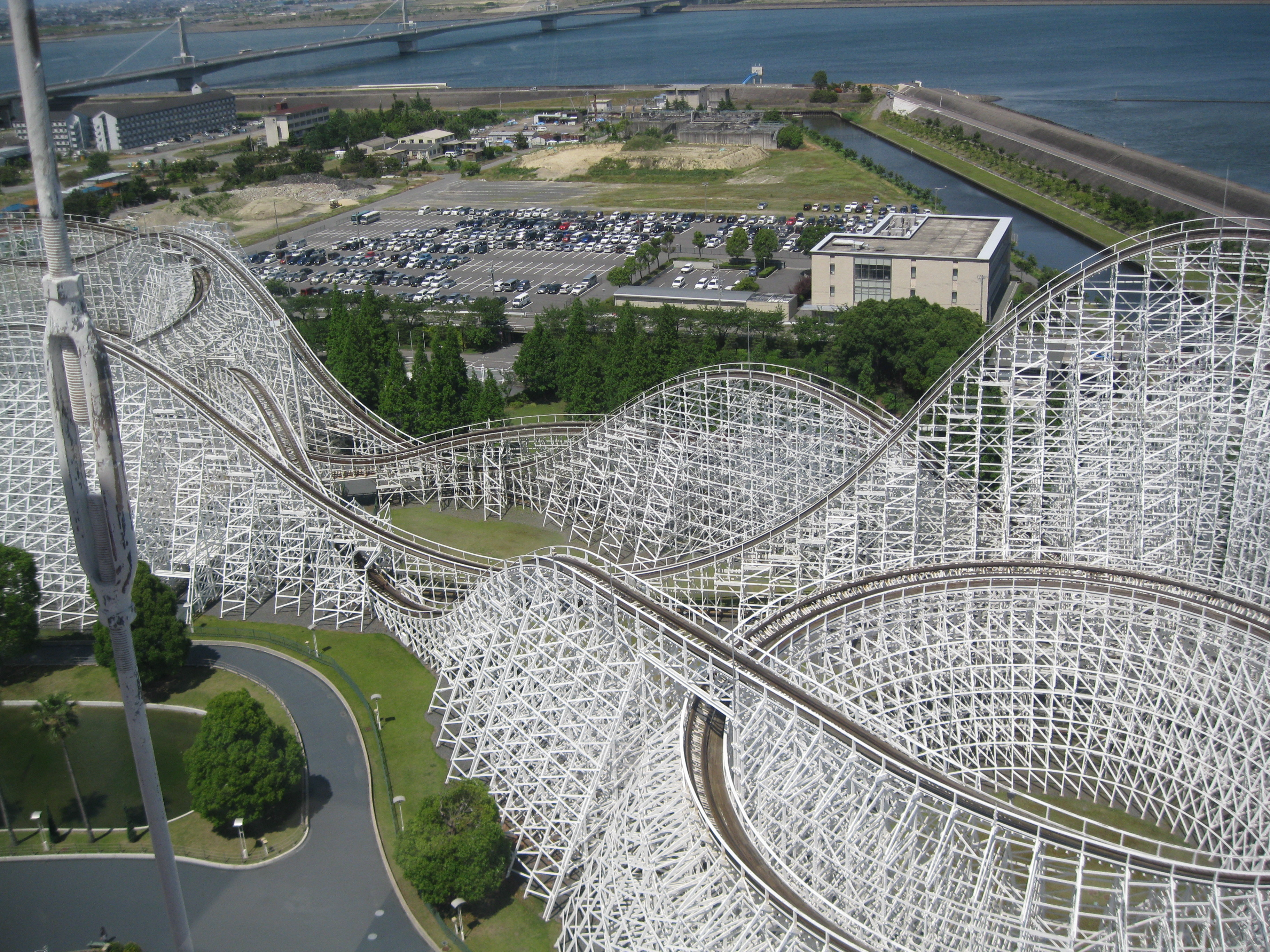
Hakugei
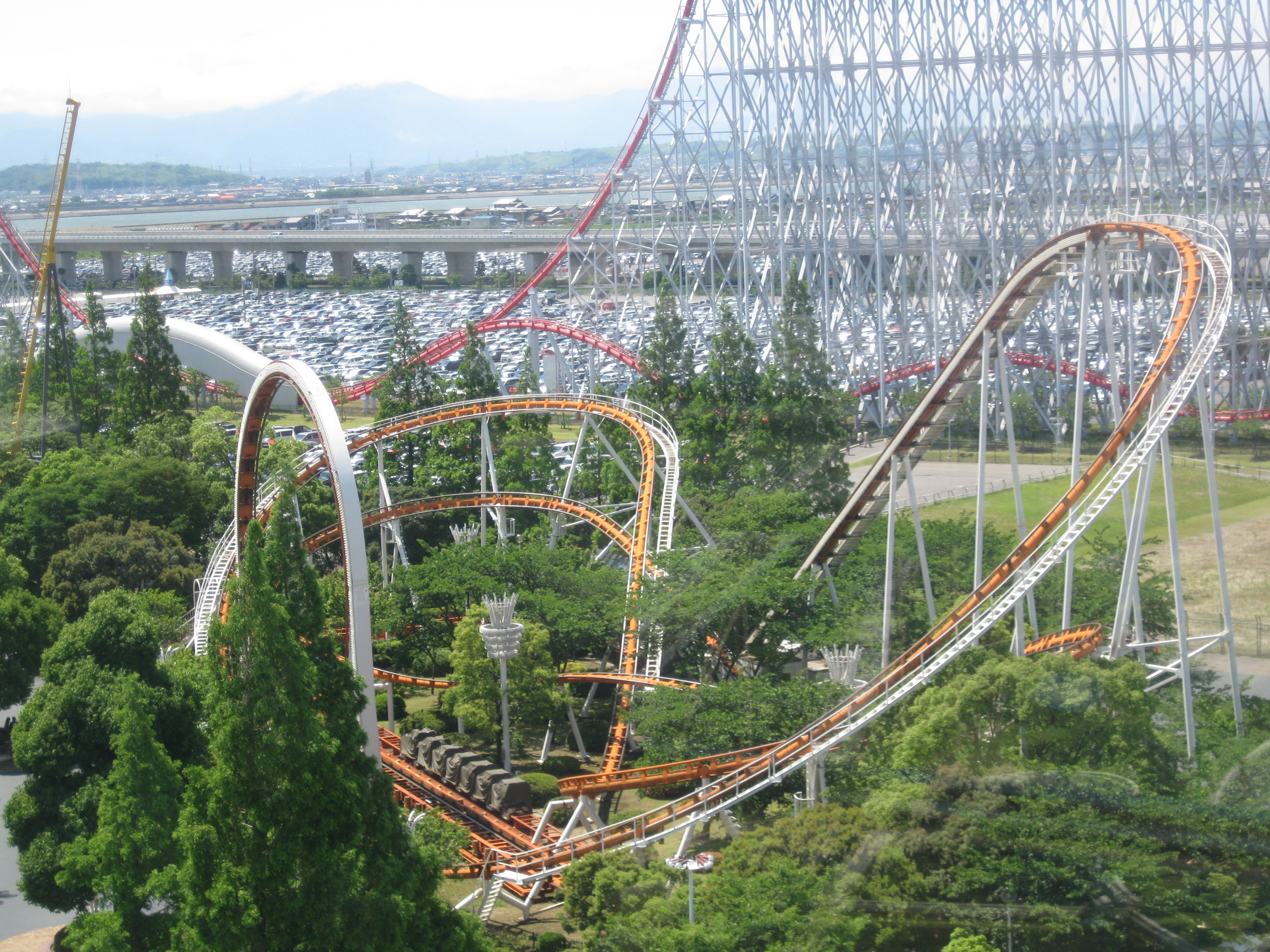
Looping Star
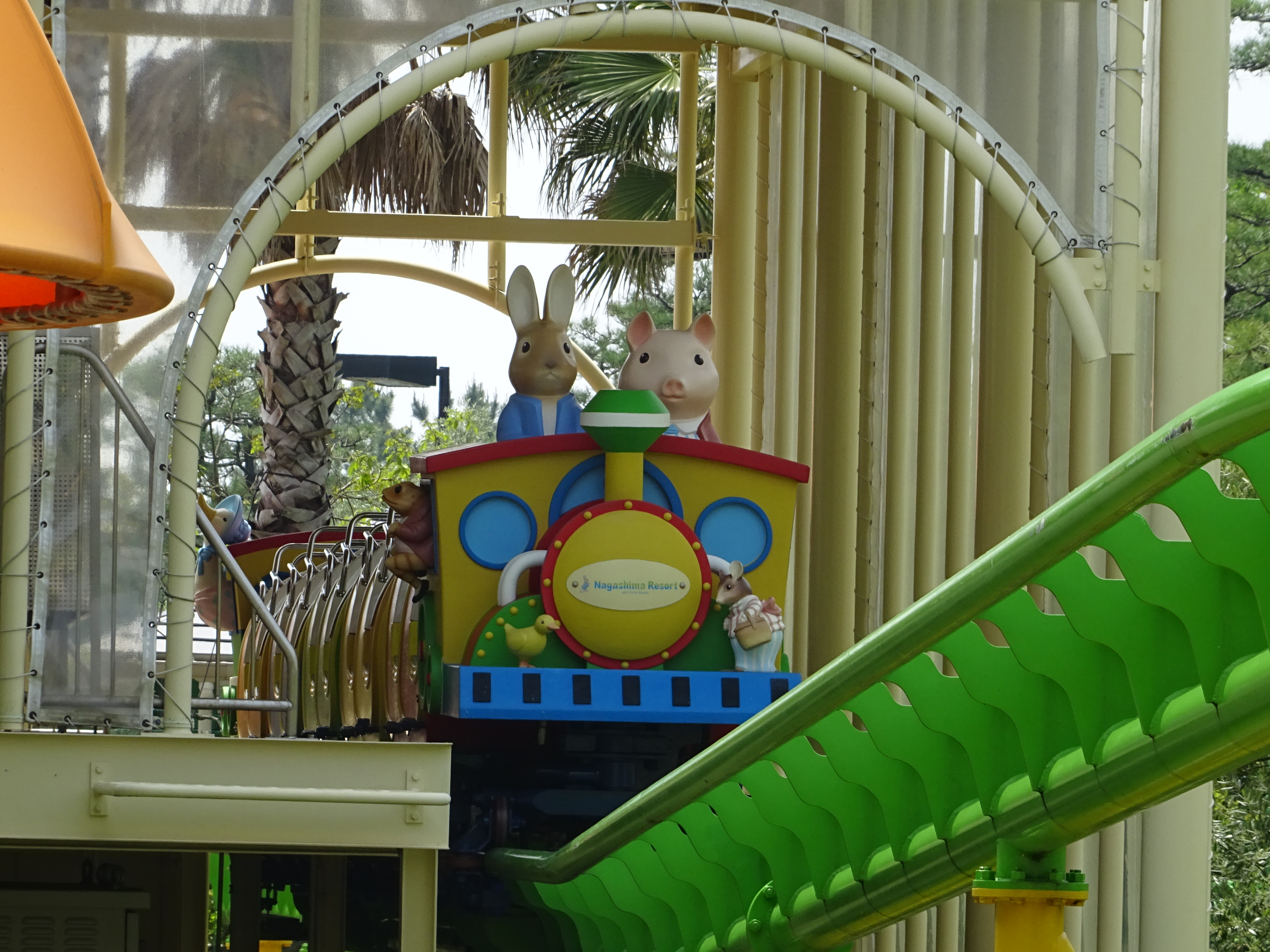
Peter Rabbit Coaster
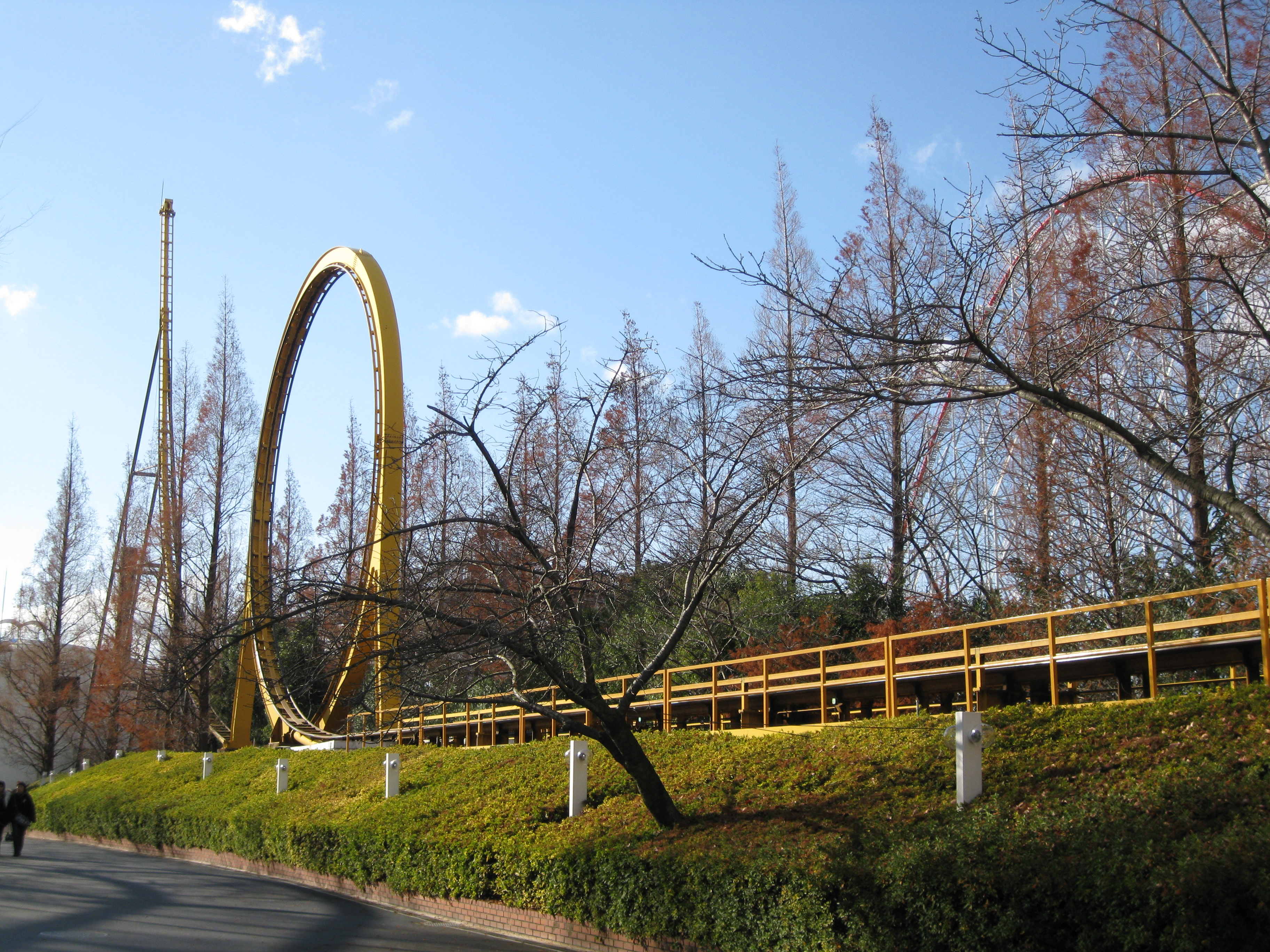
Shuttle Loop
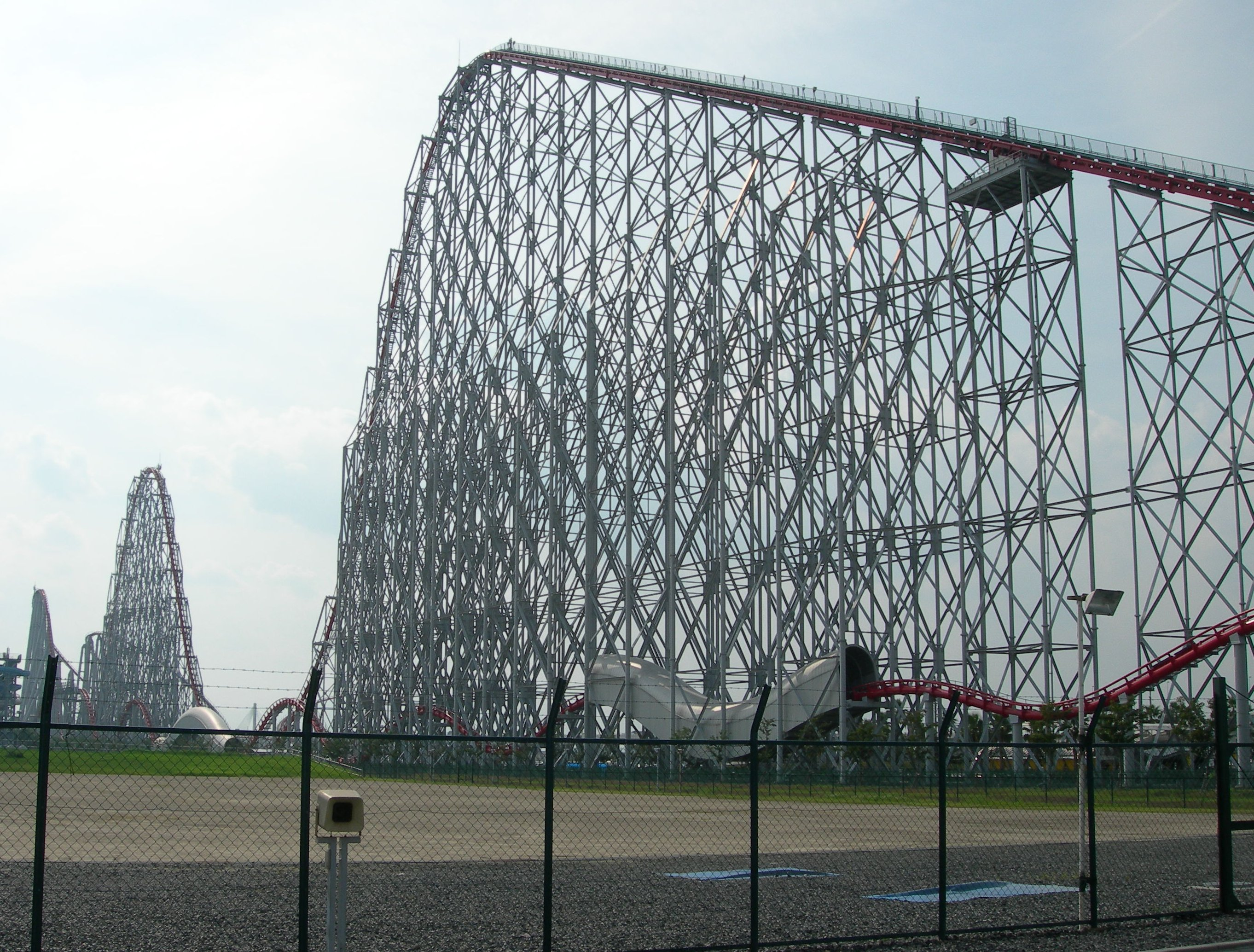
Steel Dragon 2000
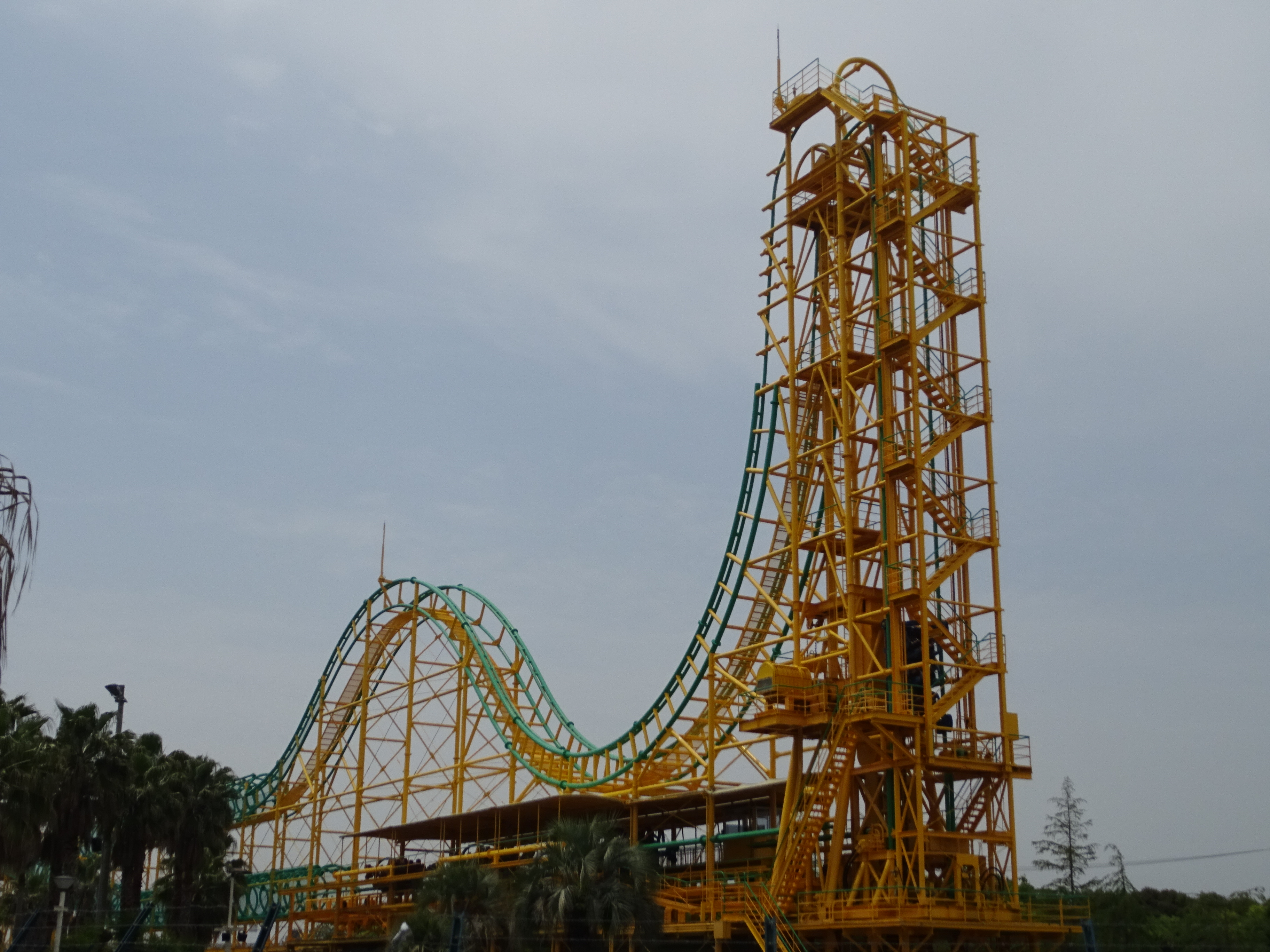
Ultra Twister
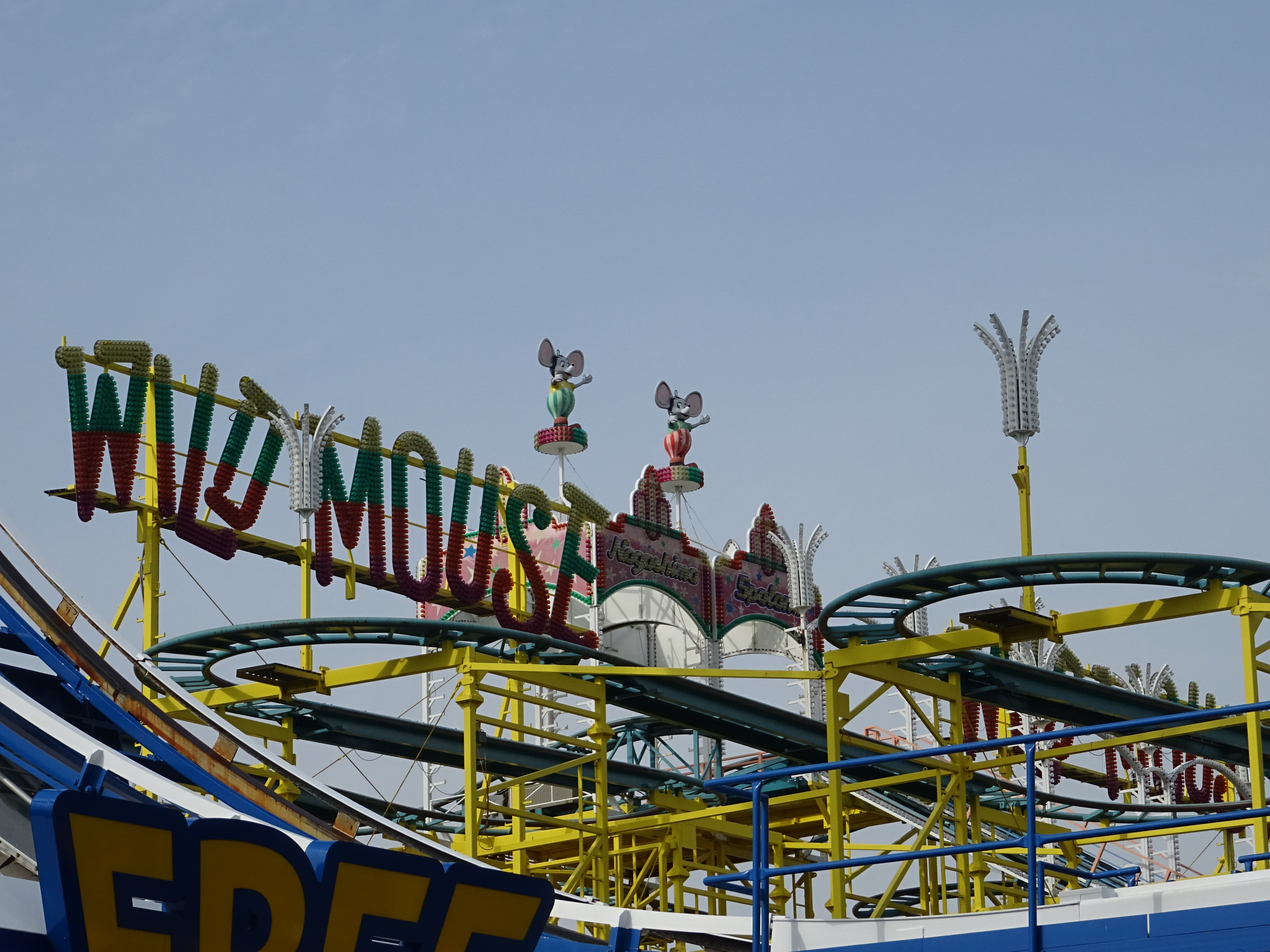
Wild Mouse

### Autres attractions
- Ashika Circus - Bûches pour enfants
- Balloon race - Balloon Race
- Bob cart - Luge d'été
- Buran Buran - Balançoire
- Chibikko Hiroba - Aire de jeu pour enfants
- Circuit 2000 - Convoy
- Dachshund
- Flying carpet - Tapis volant
- Freefall - Chute libre
- Frisbee - Frisbee
- Giant frisbee - Frisbee
- Giant Wheel Aurora - Grande roue de 83 m
- Go Carts - Karting
- Haunted house - Walkthrough
- Jet Ski - Jet Skis
- Keroyon jump - Tour de chute junior
- Kids flume ride - Bûches pour enfants
- Kite Flyer - Kite Flyer de Zamperla
- Ladybird - The Whip
- Let's Go Thomas - Train junior sur le thème de Thomas et ses amis.
- Magic bike - Magic Bike de Zamperla
- Merry-go-round - Carrousel
- Motocross - Carrousel
- Paratrooper - Paratrooper
- Peter rabbit Sky liner - Monorail suspendu sur le thème de Pierre Lapin.
- Ranch de BANG BANG! - Parcours scénique interactif (2019)
- Red baron - Manège avion
- Rock'n Roll
- Shoot the chute - Shoot the Chute
- Sora and Buzo - Manège d'éléphants
- Space shot - Space Shot
- Space shuttle - Space Shuttle
- Spin boat - Rockin' Tug
- Spin helicopter
- Star Flyer - Star Flyer
- Swing around
- Tea cup - Tasses
- Telecombat - Manège d'avions
- Viking - Bateau à bascule
- Water shot
- Wave swinger - Chaises volantes

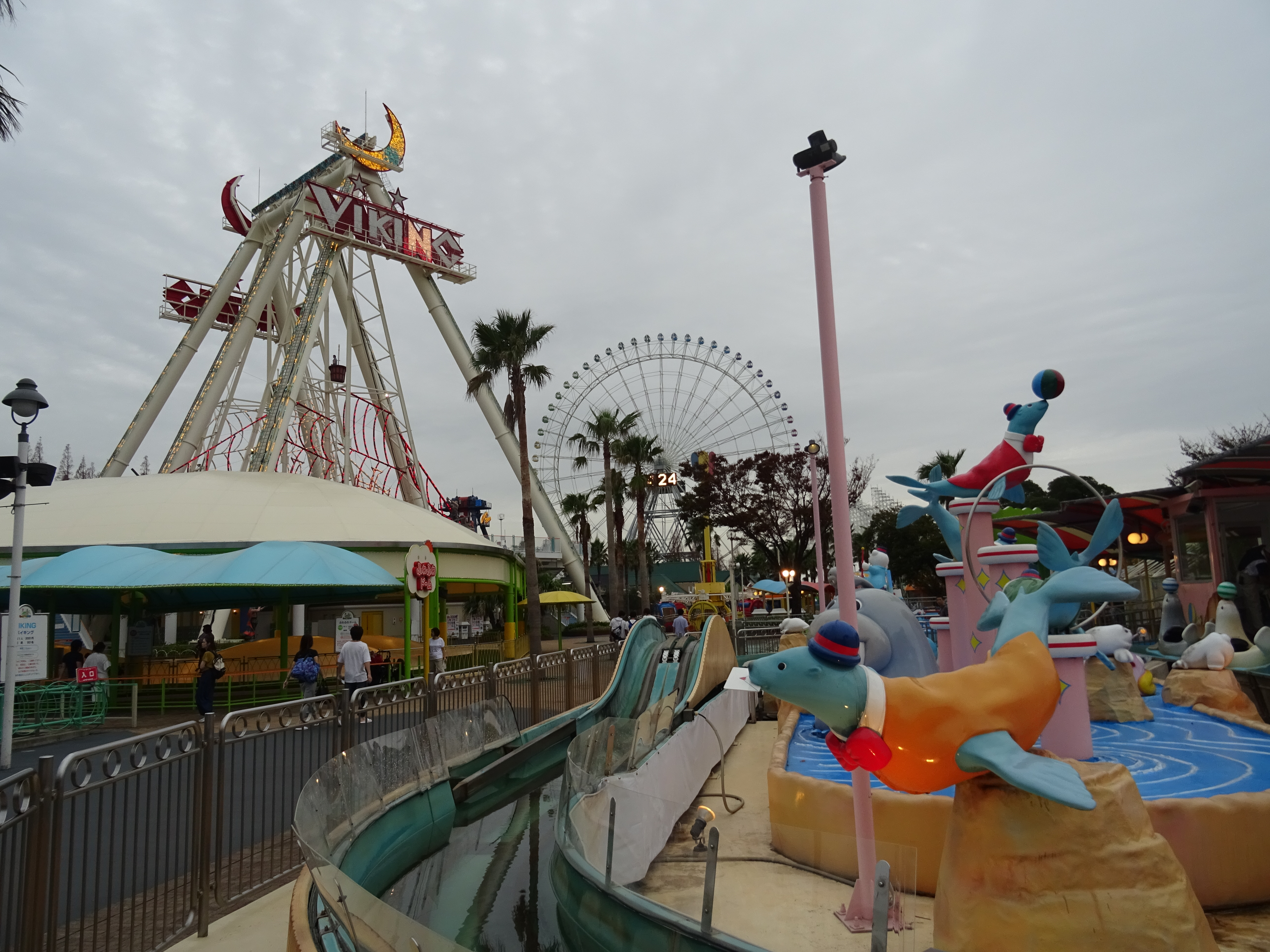
Ashika's Circus
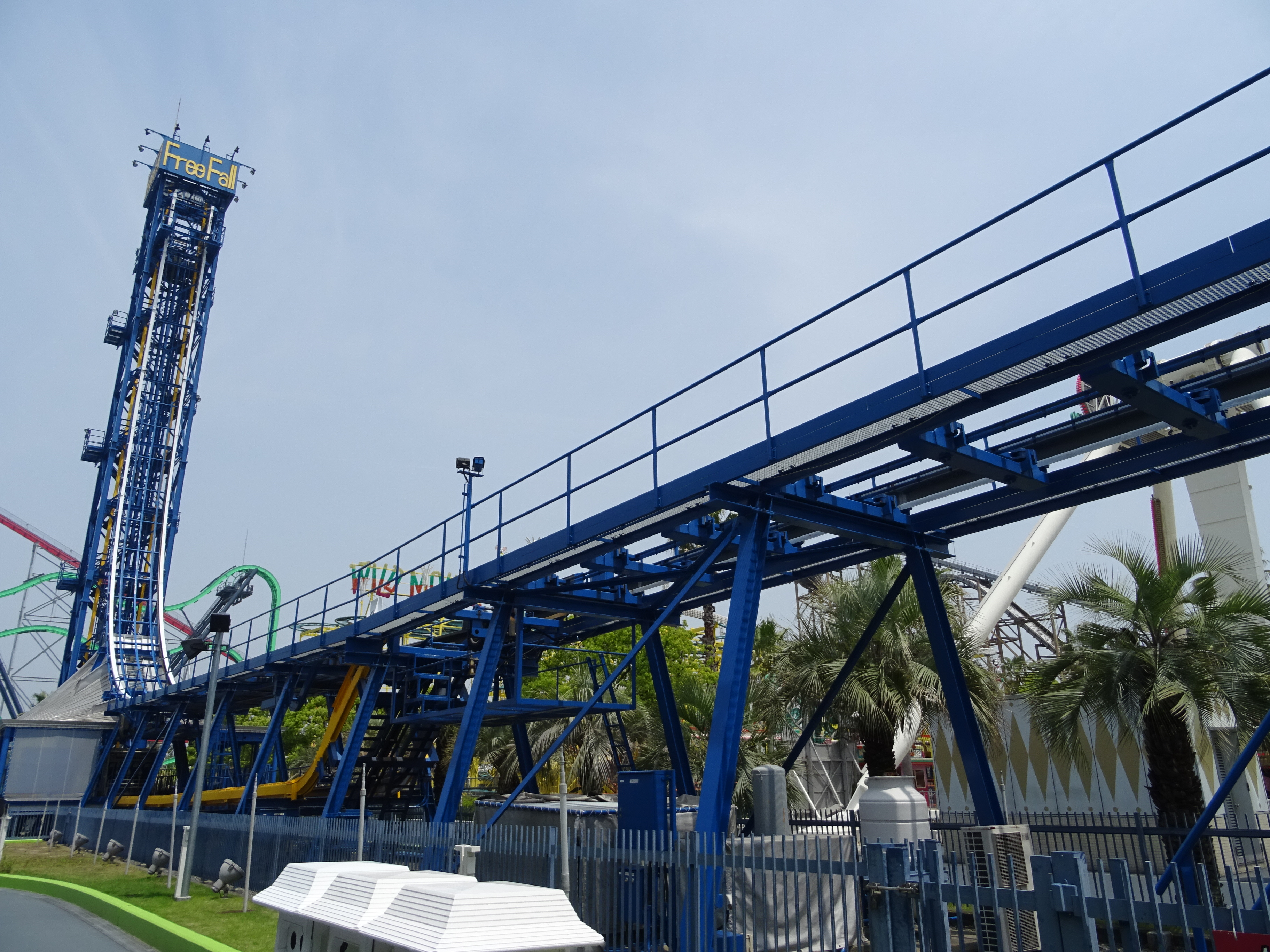
Free fall
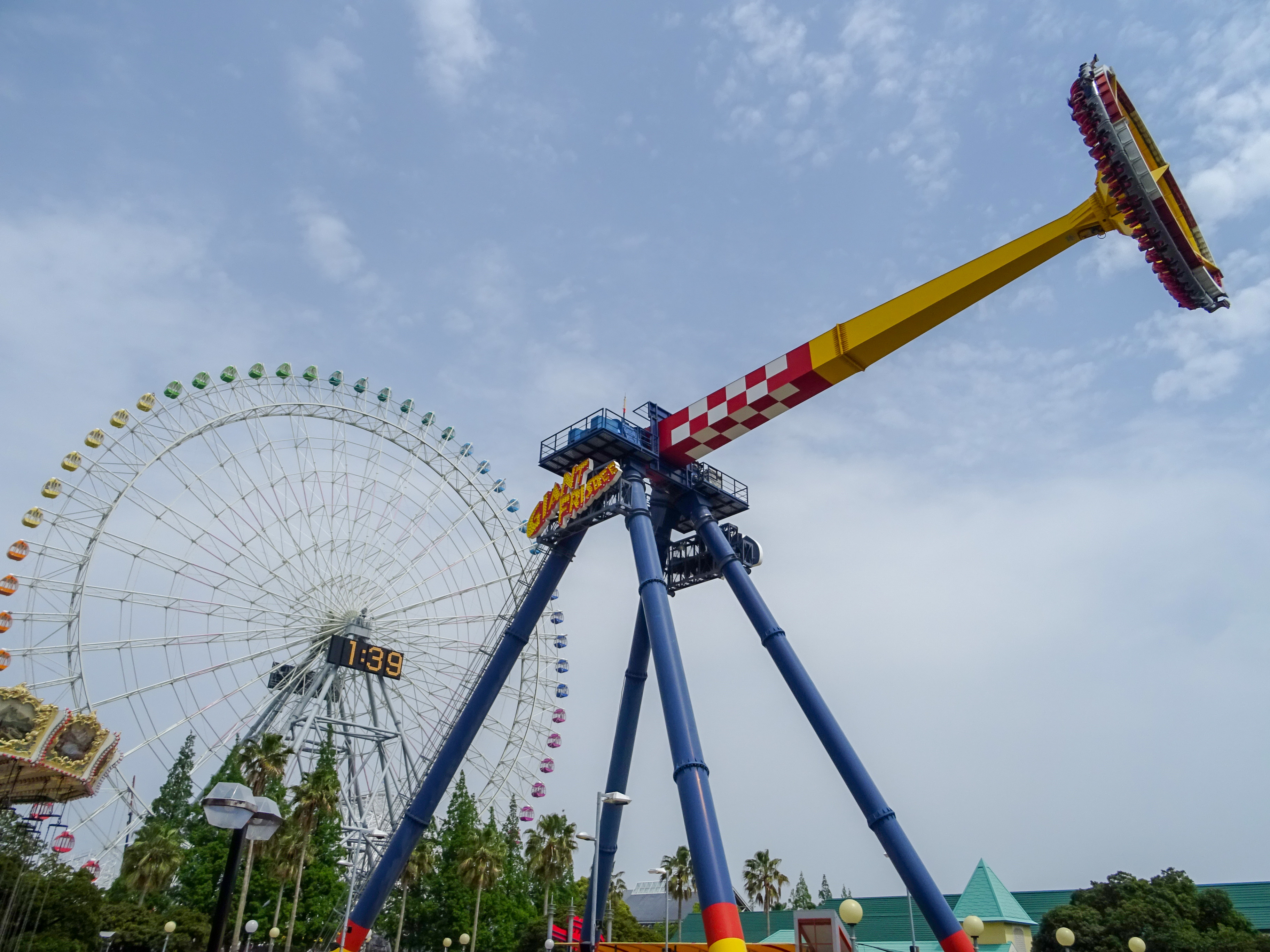
Giant Frisbee
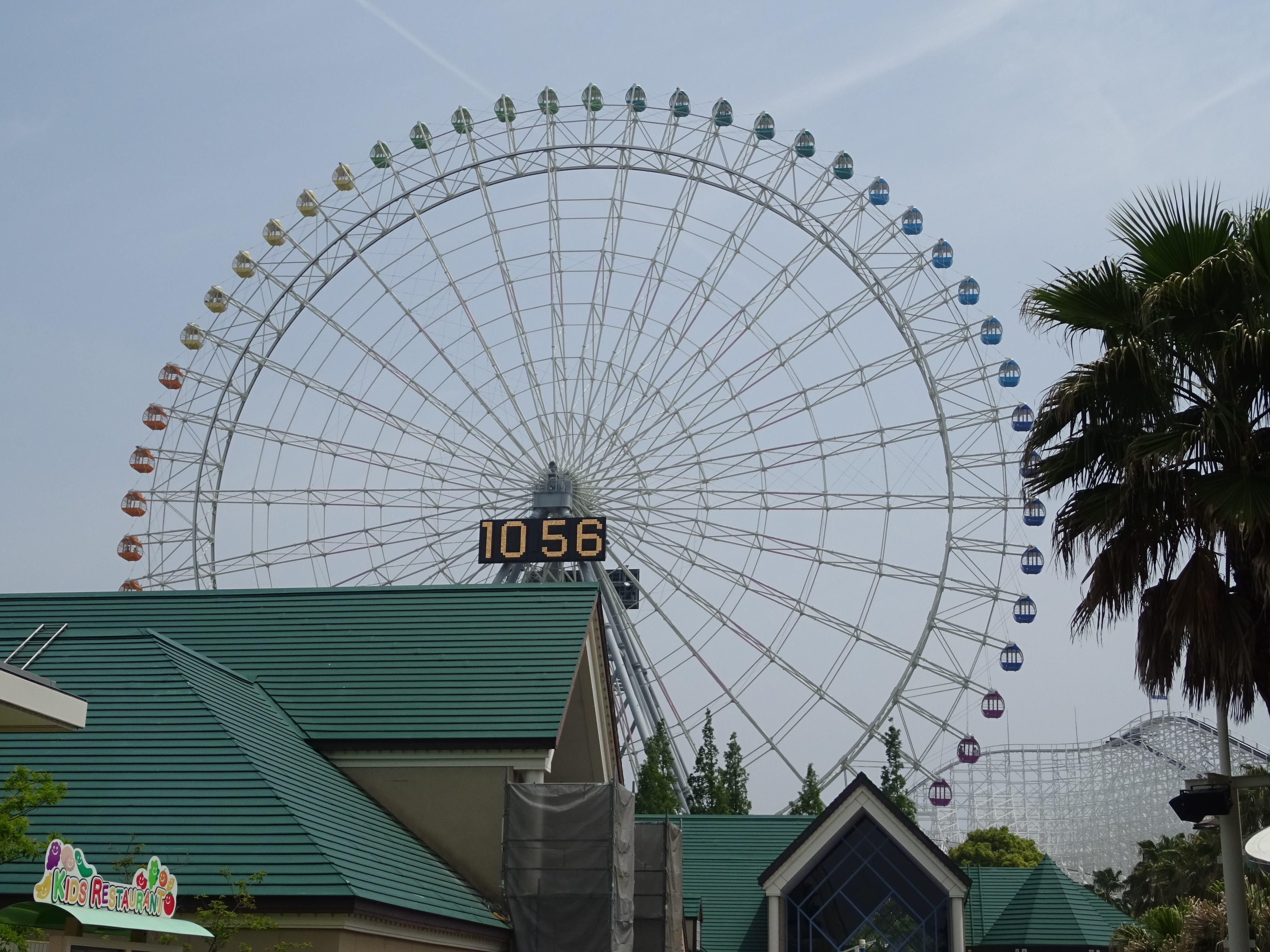
Giant Wheel Aurora
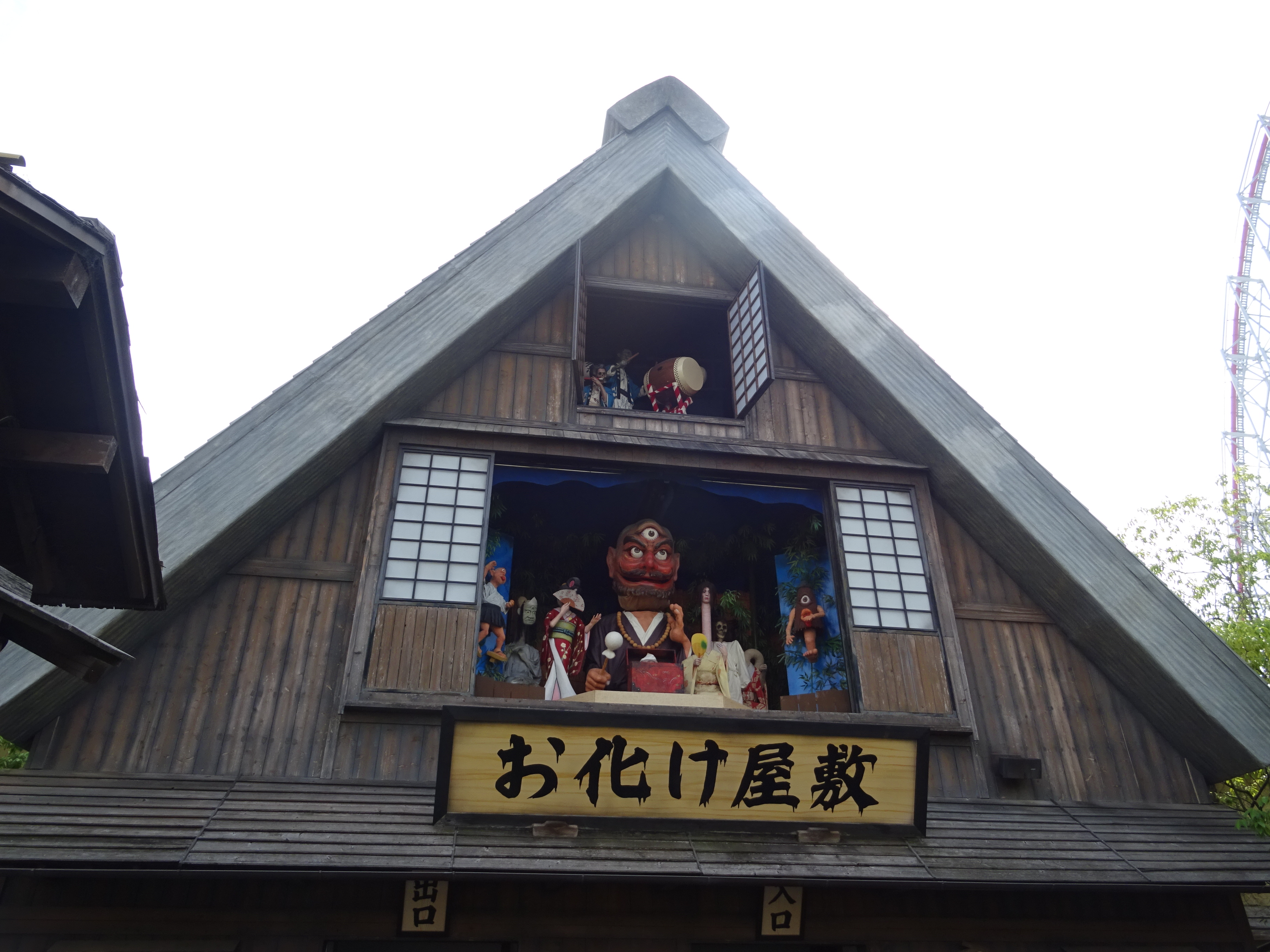
Haunted House
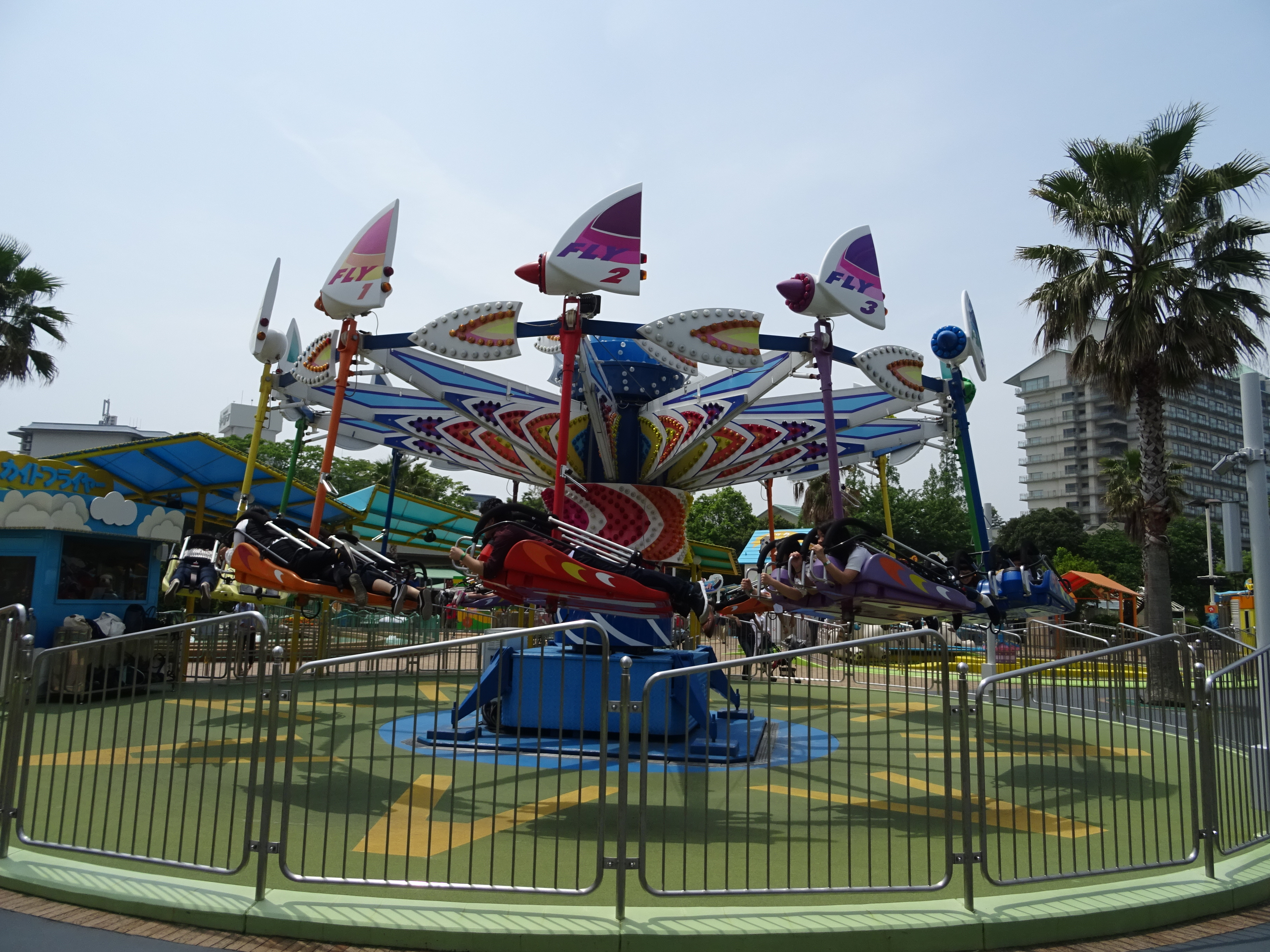
Kite Flyer
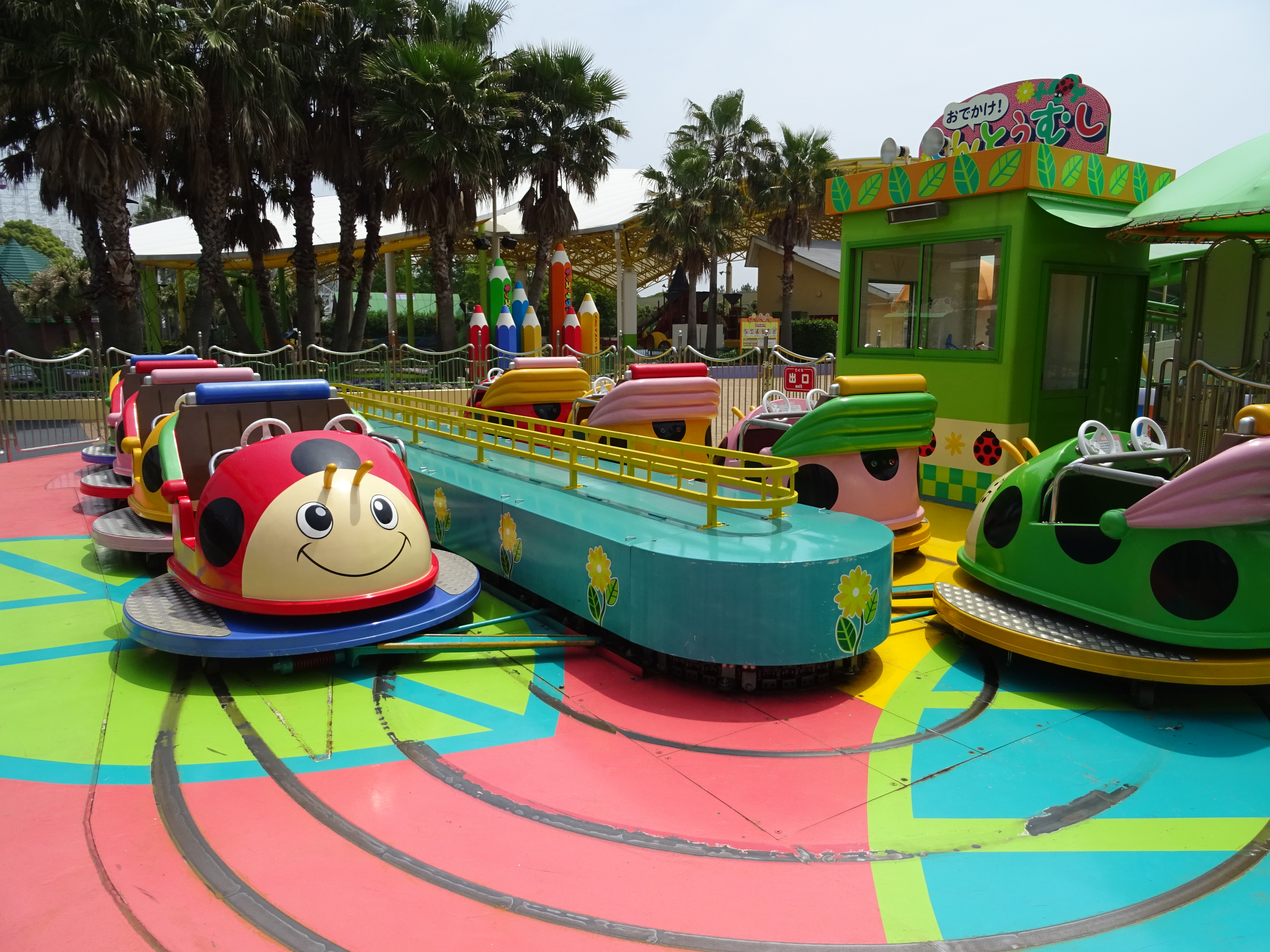
Ladybird
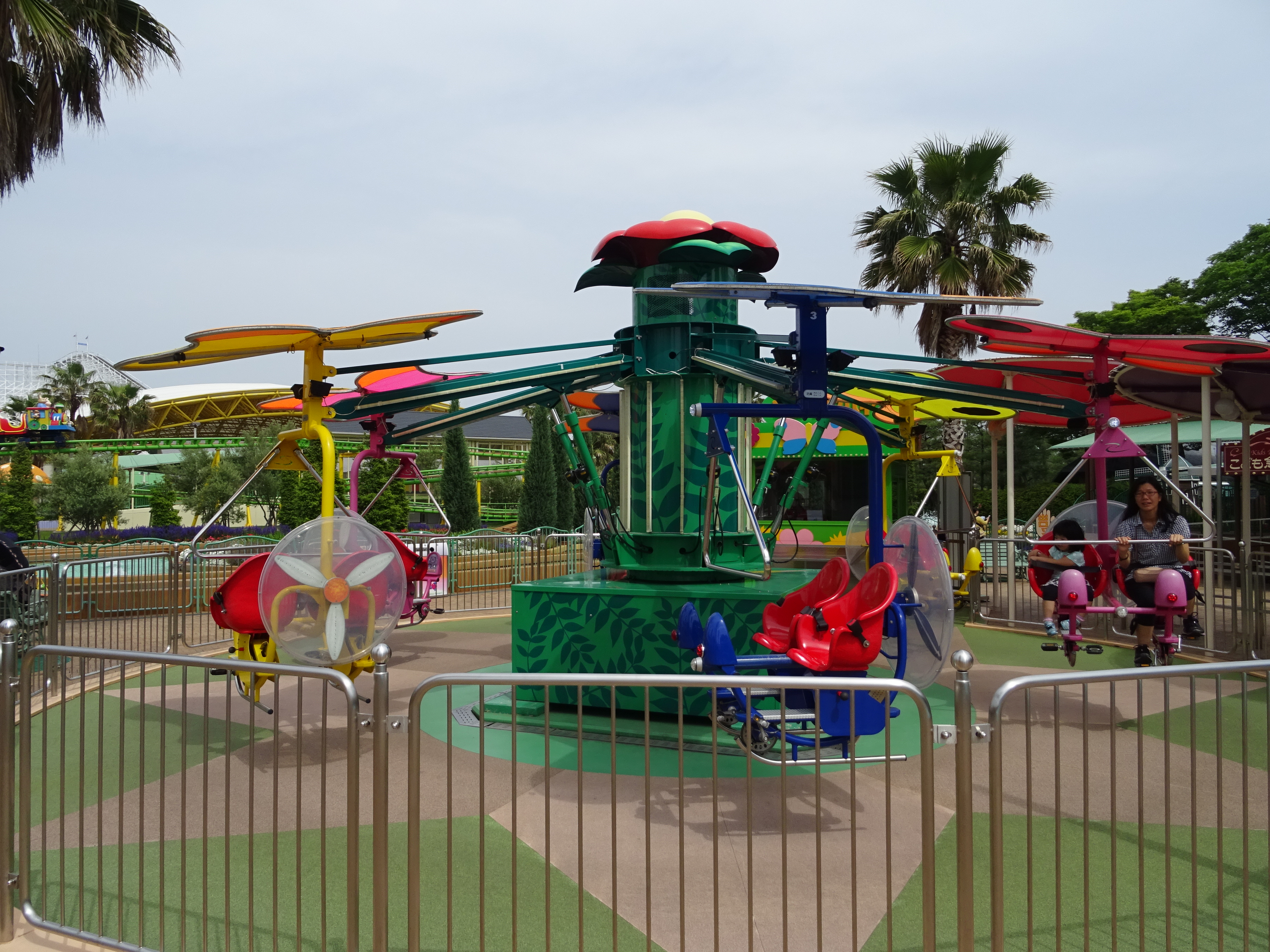
Magic Bike
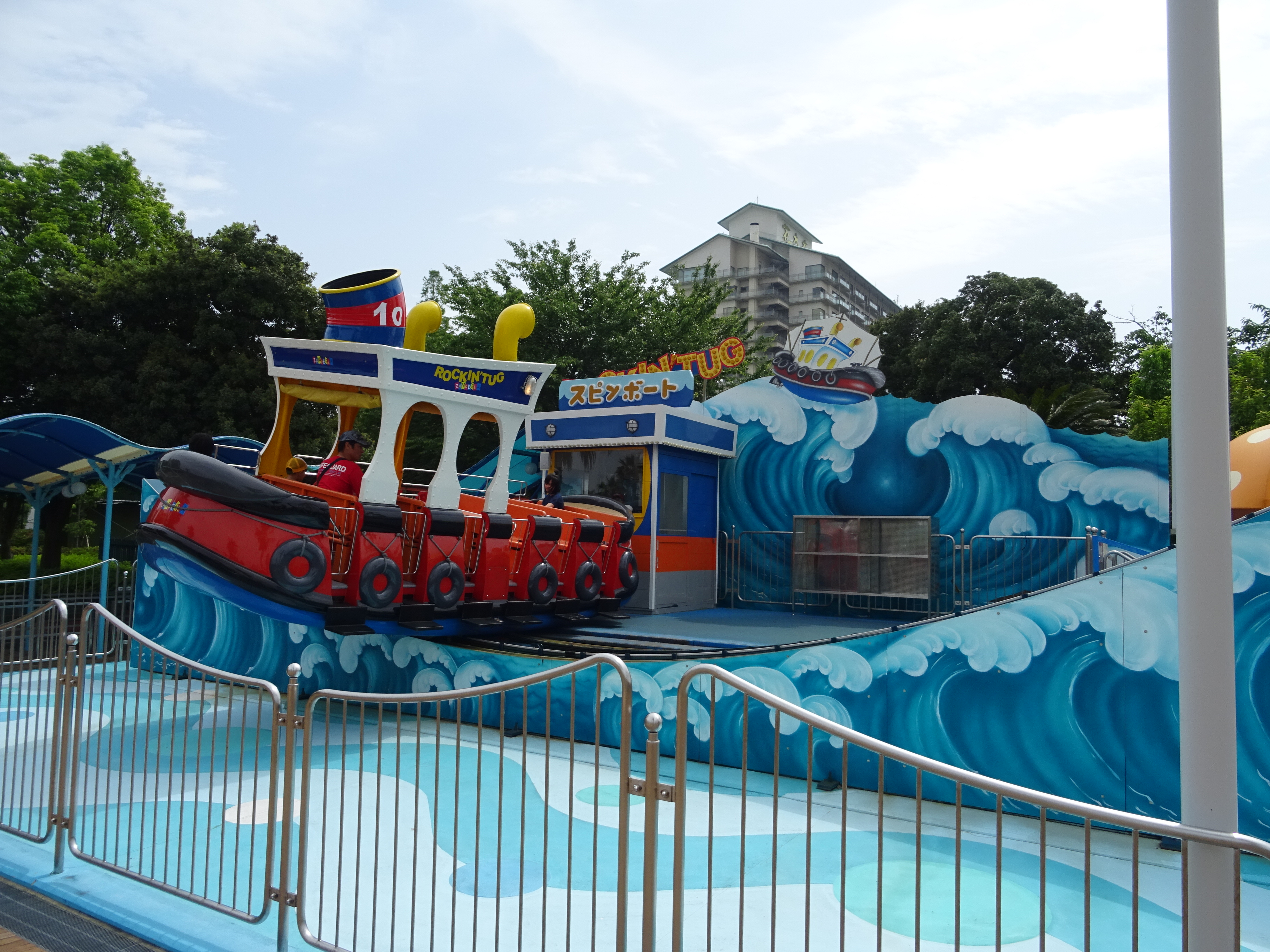
Rockin' Tug
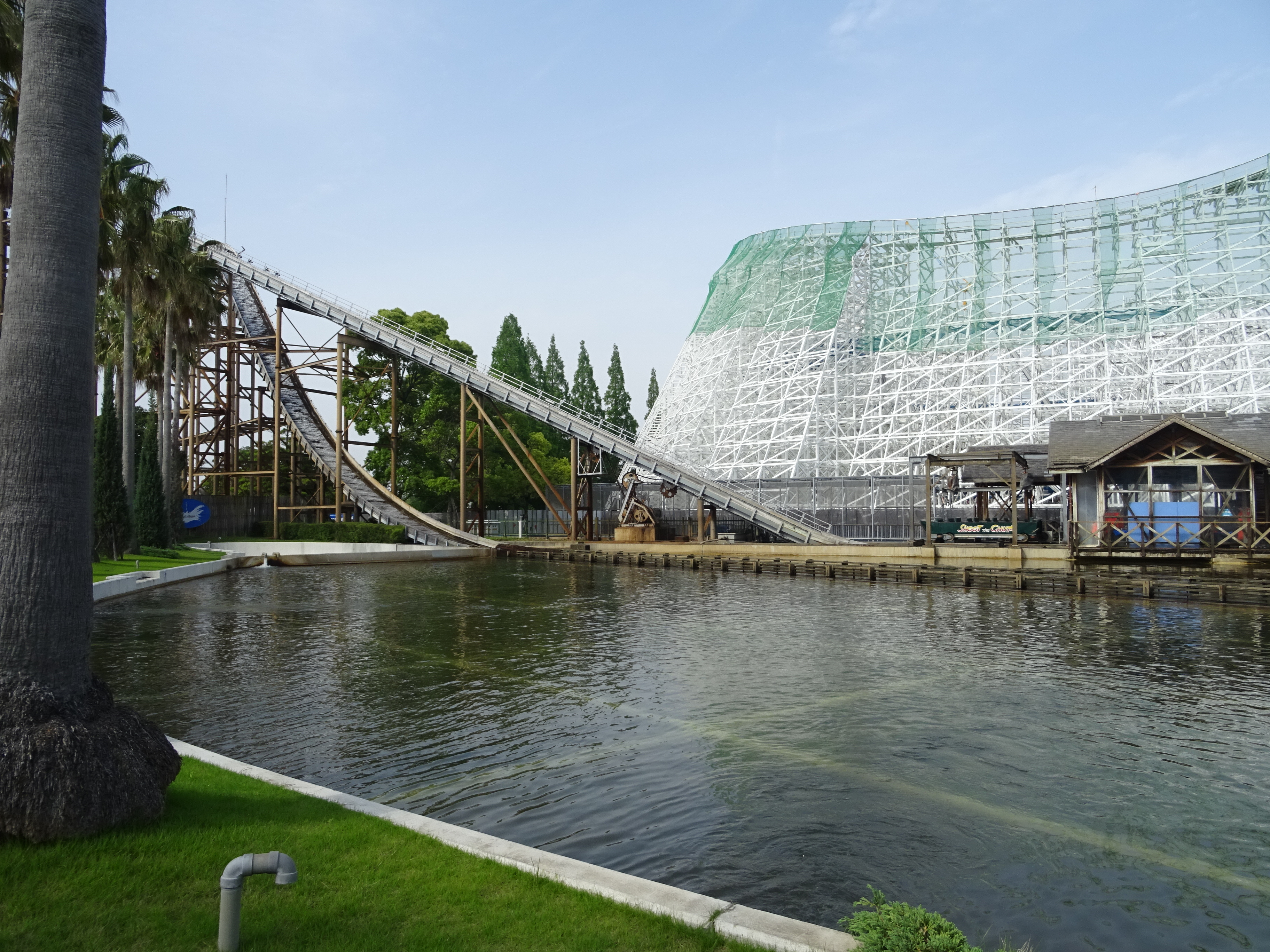
Shoot the Chute
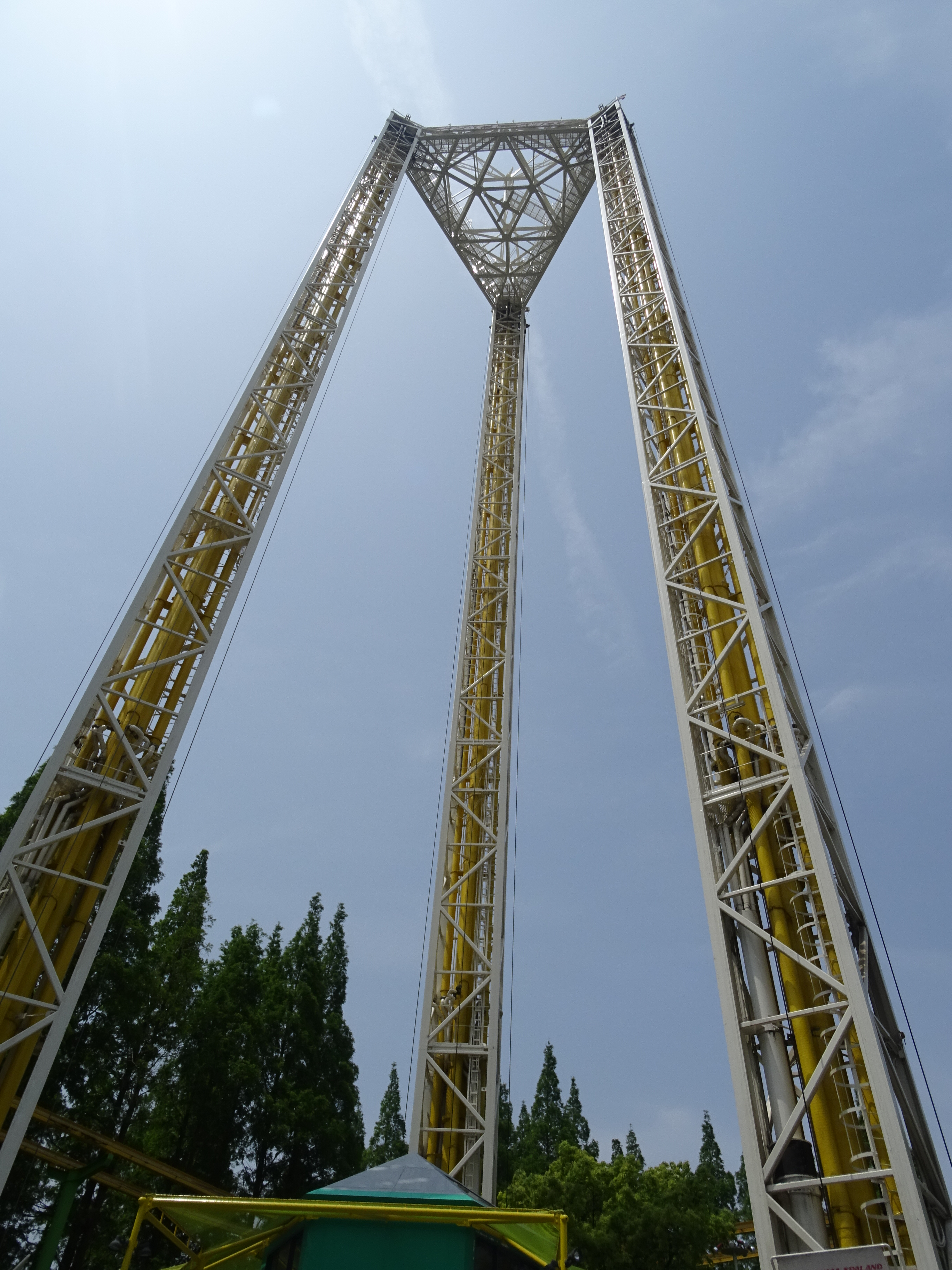
Space Shot
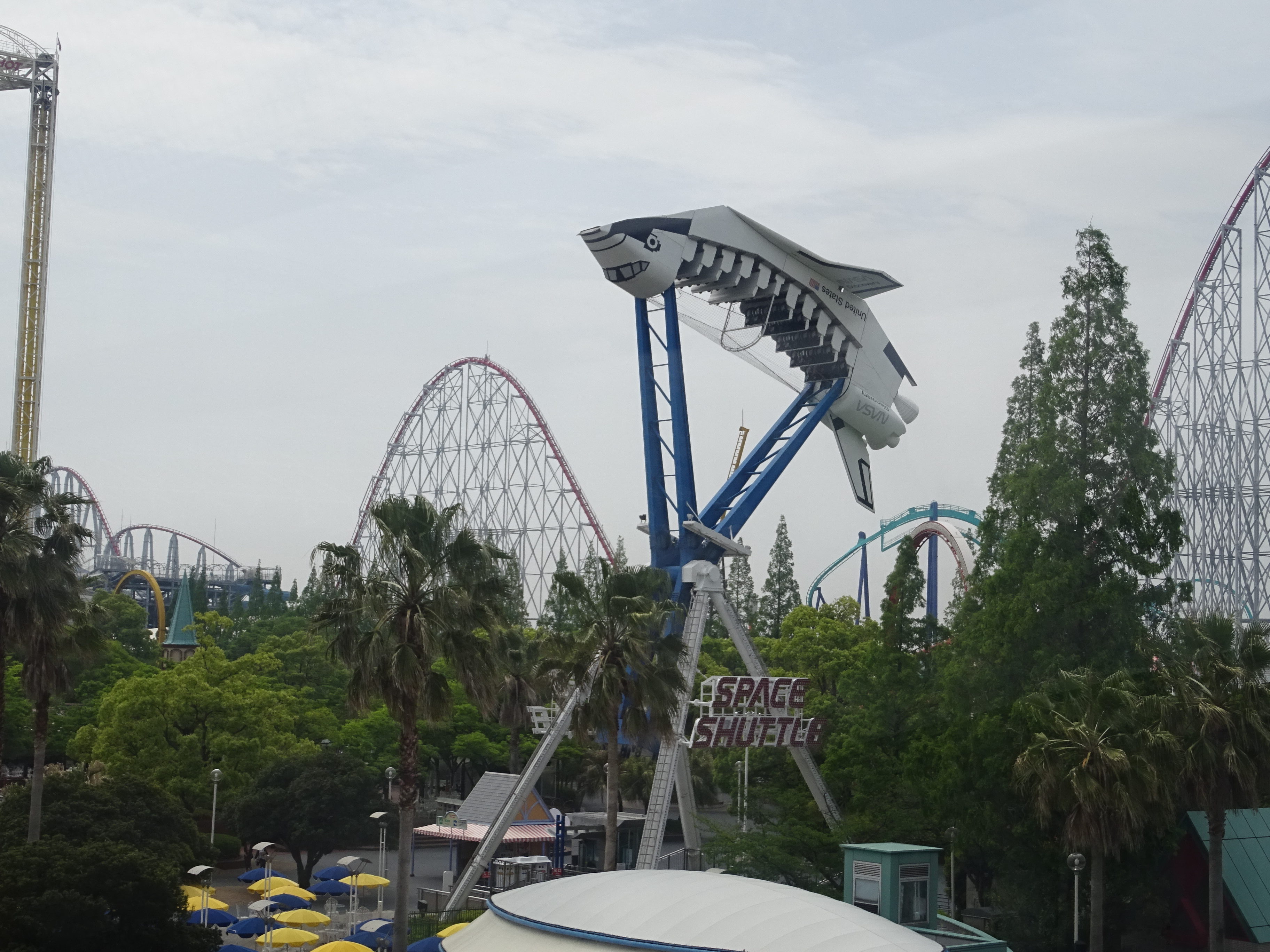
Space Shuttle
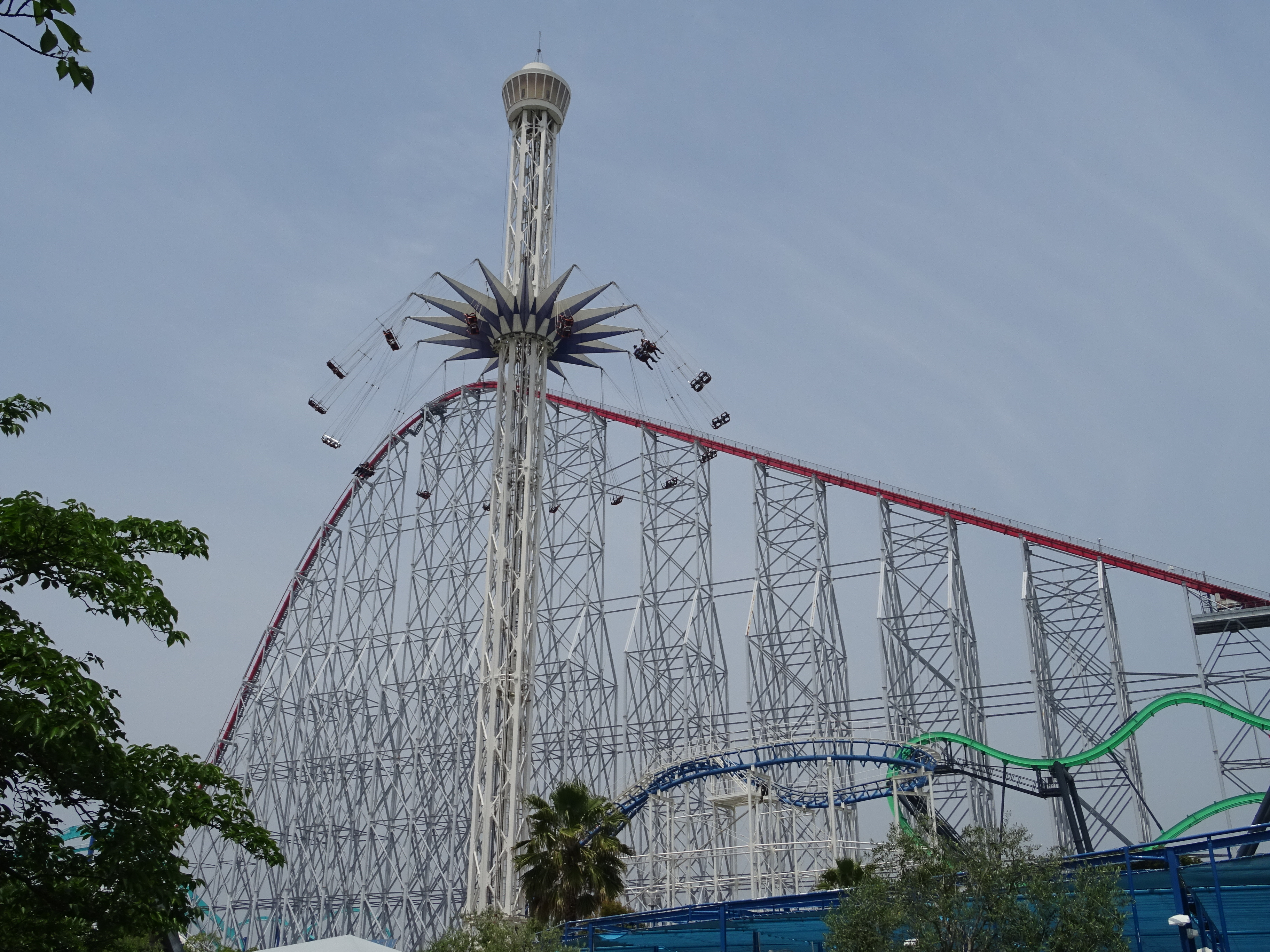
Star Flyer
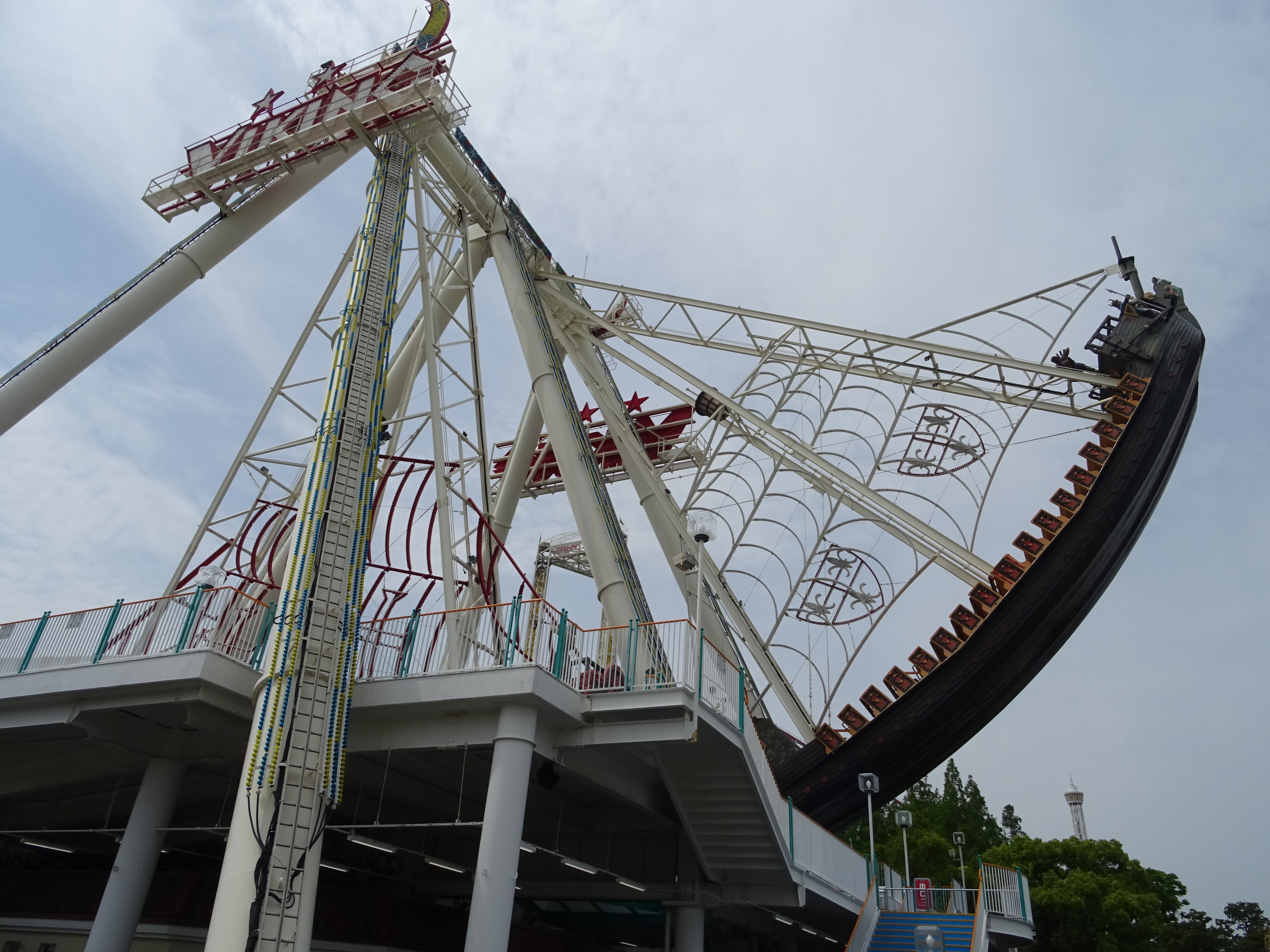
Viking
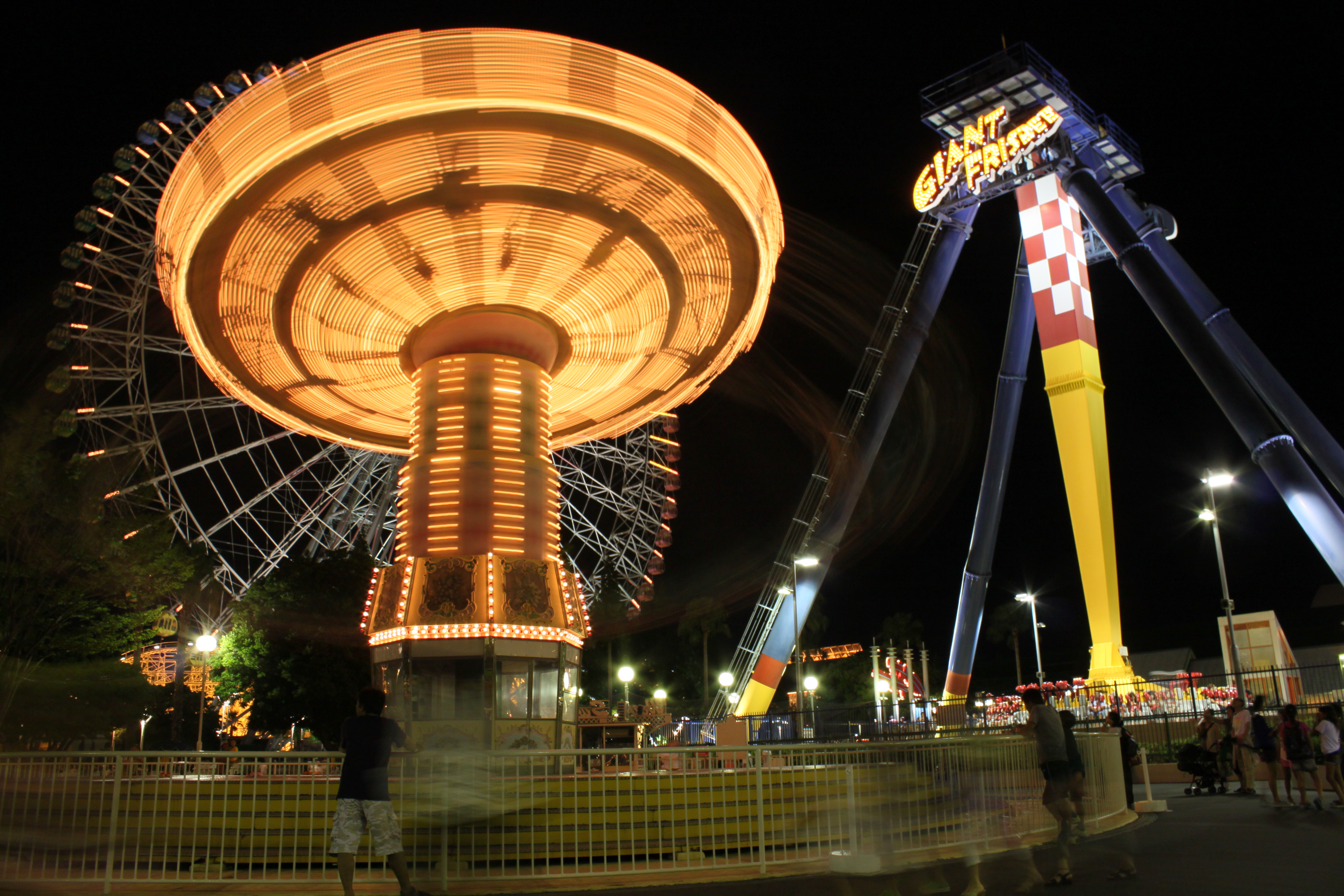
Wave swinger

## Le parc aquatique
Nagashima Spa Land possède aussi un parc aquatique.